# Hanns Kreisel
Hanns Kreisel (* 16. Juli 1931 in Leipzig; † 18. Januar 2017 in Wolgast) war ein deutscher Mykologe und emeritierter Hochschullehrer. Sein botanisch-mykologisches Autorenkürzel lautet „Kreisel“.

## Leben
Hanns Kreisel war Absolvent der Schola Thomana in Leipzig. Ab 1951 begann er das Studium der Biologie und Geologie in Greifswald. Er war Schüler von Werner Rothmaler, Heinrich Boriss, Robert Bauch, A. Kurt Beyer, und Hans Werli. Ab 1956 war er Diplom-Biologe, ab 1960 Dr. rer. nat., 1966 folgte die Habilitation. 1968–1971 war er Gastprofessor an der Universität La Habana in Kuba, 1977 a.o. Prof. für Mykologie im Fachbereich Allgemeine Mikrobiologie, 1992–1996 bekleidete er den Lehrstuhl für allgemeine und spezielle Botanik an der Ernst-Moritz-Arndt-Universität in Greifswald, dem folgten Gastvorlesungen in Wien, Siena, Spanien und Argentinien.
Seine Arbeitsgebiete umfassten die Systematik der höheren Pilze und der Schimmelpilze, Ethnomykologie, Paläomykologie, Geobotanik, Fragen der angewandten Mykologie. Er war Autor, Mitautor oder Herausgeber einer Reihe von Hand-, Lehr- und Sachbücher, zum Teil in spanischer Sprache. Seine Arbeit umfasste die Zusammenarbeit mit Mykologen in Europa, dem Nahen Osten, Asien und Südamerika. Seit 2008 beteiligte er sich an Forschungen über Pilzschäden an Reetdächern in Norddeutschland.
Kreisel gehörte zu den Spezialisten für die Pilzgruppen der Bauchpilze sowie für subfossile Pilze, von denen er beispielsweise Untersuchungsmaterial aus der Baugrube des Ozeaneum Stralsund untersuchte und bearbeitete.
Kreisel war außerdem Redakteur bei mehreren internationalen wissenschaftlichen Zeitschriften.

## Mitgliedschaften und Ehrungen
- Länderbeauftragter der Deutschen Gesellschaft für Mykologie e. V. für Mecklenburg-Vorpommern
- 1978 wurde er in Ungarn mit der Carolus-Clusius-Medaille geehrt.
- Seit 2004 war er Ehrenmitglied der Deutschen Gesellschaft für Mykologie.

## Schriften
- Heinrich Dörfelt, Jutta Harre: Hanns Kreisel – sein Leben und sein mykologisches Werk, Weissdorn-Verlag Jena 2022, ISBN 978-3-936055-73-3
- Hanns Kreisel: Ethnomykologie. Verzeichnis der ethnomykologisch, biotechnologisch und toxikologisch relevanten Pilze. Literatur – Kunst – Volksmedizin – Pharmazie – Techniken – Drogen – Toxine – Farbstoffe. Weissdorn-Verlag, Jena 2014, ISBN 978-3-936055-68-9
- Hanns Kreisel: Pilze von Mecklenburg-Vorpommern. Arteninventar, Habitatbindung, Dynamik. Weissdorn-Verlag, Jena 2011, ISBN 978-3-936055-65-8
- Edmund Michael, Bruno Hennig, Hanns Kreisel: Handbuch für Pilzfreunde. Sechster Band: Die Gattungen der Großpilze Europas. In: Bestimmungsschlüssel und Gesamtregister der Bände I bis V. Herausgegeben und bearbeitet von Hanns Kreisel. Gustav Fischer, Jena 1988, ISBN 3-334-00221-7
- Bruno Hennig, Hanns Kreisel: Taschenbuch für Pilzfreunde. Ein praktischer Ratgeber für den Pilzsammler. Gustav Fischer, Jena 1987.
- Hanns Kreisel (Hrsg.): Pilzflora der Deutschen Demokratischen Republik. Basidiomycetes (Gallert-, Hut- und Bauchpilze). Gustav Fischer, Jena 1987.
- Hanns Kreisel: Grundzüge eines natürlichen Systems der Pilze. Gustav Fischer, Jena 1969.
- Hanns Kreisel: Die phytopathogenen Großpilze Deutschlands. (Basidiomycetes mit Ausschluß der Rost- und Brandpilze). Gustav Fischer, Jena 1961.